# 1987年バスケットボール男子欧州選手権
1987年バスケットボール男子欧州選手権（1987 European Basketball Championship）は、ギリシャ・アテネで開催されたバスケットボール欧州選手権男子大会。通称「ユーロバスケット1987」。
12カ国が本大会に出場。開催国であるギリシャが初優勝を飾った。

## 最終結果
| 順位 | 国               |
| ---- | ---------------- |
| 1    | ギリシャ         |
| 2    | ソビエト連邦     |
| 3    | ユーゴスラビア   |
| 4    | スペイン         |
| 5    | イタリア         |
| 6    | 西ドイツ         |
| 7    | ポーランド       |
| 8    | チェコスロバキア |
| 9    | フランス         |
| 10   | オランダ         |
| 11   | イスラエル       |
| 12   | ルーマニア       |